# Gare d'Eyheralde
La gare d'Eyheralde est une gare ferroviaire française de la ligne d'Ossès - Saint-Martin-d'Arrossa à Saint-Étienne-de-Baïgorry, située au lieu-dit Eyheralde sur le territoire de la commune de Saint-Étienne-de-Baïgorry dans le département des Pyrénées-Atlantiques en région Nouvelle-Aquitaine
C'est une halte voyageurs ouverte en 1898 par la Compagnie des chemins de fer du Midi et du Canal latéral à la Garonne (Midi) et fermée en 1950, lors de l'arrêt des circulations de la navette voyageurs entre Ossès et Saint-Étienne-de-Baïgorry.

## Situation ferroviaire
Établie à 139 mètres d'altitude, la halte fermée d'Eyheralde est située au point kilométrique (PK) 243,094 de la ligne d'Ossès - Saint-Martin-d'Arrossa à Saint-Étienne-de-Baïgorry (voie unique), entre la gare d'Ossès - Saint-Martin-d'Arrossa et la halte fermée de Borciriette.

## Histoire
La halte d'Eyheralde est mise en service le 26 juin 1898 par la Compagnie des chemins de fer du Midi et du Canal latéral à la Garonne (Midi), lorsqu'elle ouvre à l'exploitation l'embranchement d'Ossès - Saint-Martin-d'Arrossa à Saint-Étienne-de-Baïgorry de sa ligne de Bayonne à Saint-Jean-Pied-de-Port.
Elle est le seul arrêt intermédiaire de la ligne jusqu'en 1933 lors de l'ouverture de la halte de Borciriette en direction de la gare de Saint-Étienne-de-Baïgorry.
La halte voyageurs est fermée le 8 octobre 1950 lors de l'arrêt de la circulation des navettes, en vertu des décrets de coordination qui transfèrent le service voyageurs sur la route avec des autocars.

## Patrimoine ferroviaire
Le bâtiment d'origine de la halte qui est devenue une habitation privée. En octobre 2008, le bâtiment rénové est habité, il n'y a plus de rails ni de caténaires, seule la plateforme est toujours présente.